# Mochna přímá

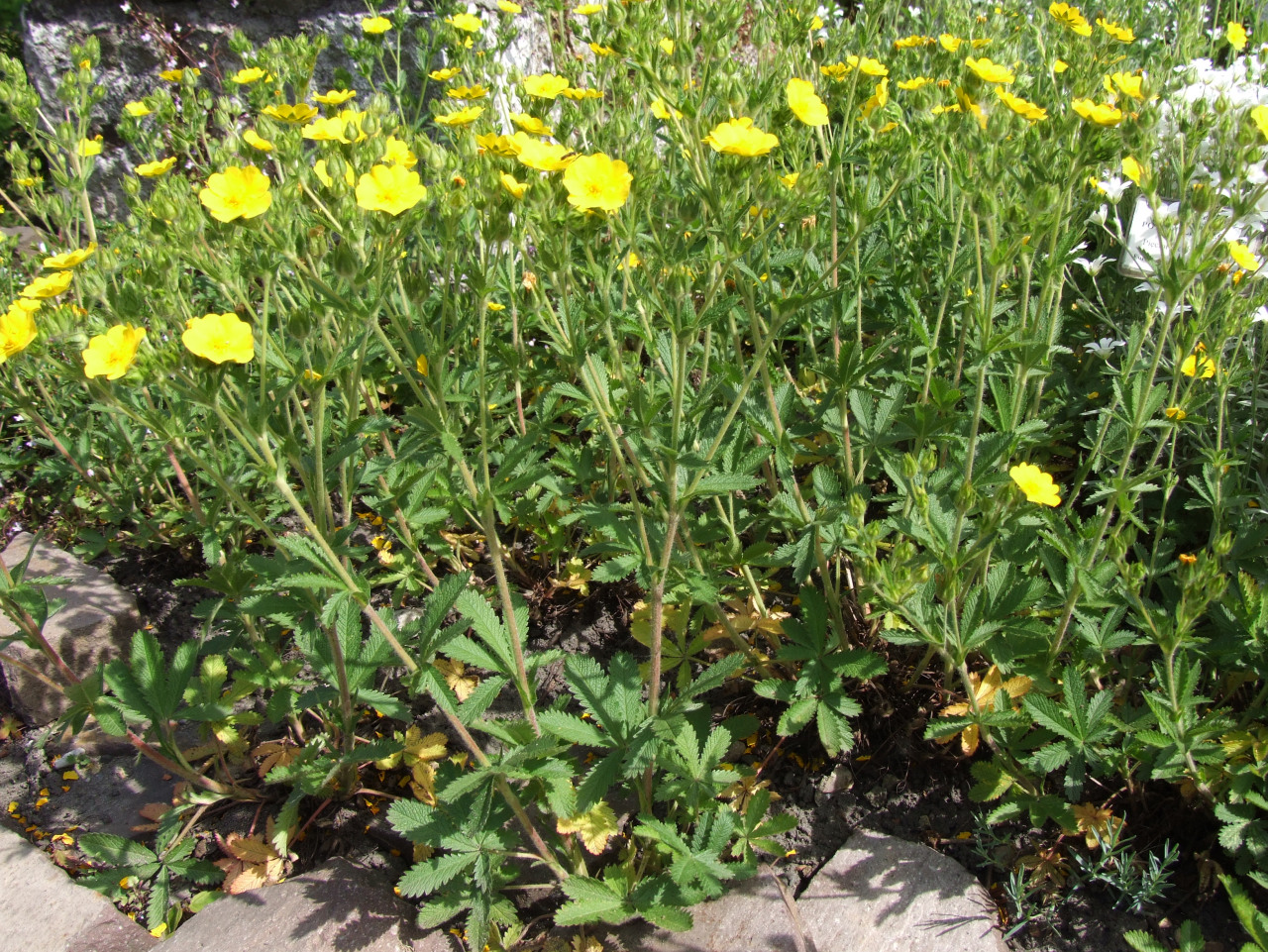
Kolonie mochny přímé

Mochna přímá (Potentilla recta) je vyšší vytrvalá bylina s drobnými žlutými kvítky vyrůstající na sušších, světlých místech, jeden z mnoha druhů rodu mochna.

## Rozšíření
Vyjma dalekého severu roste téměř na všech místech Evropy, dále na africkém kontinentu v oblastech okolo Středozemního moře, v Malé Asii, na území okolo Kavkazu a na jihu Sibiře. Zavlečena byla do Severní Ameriky, Austrálie i na Nový Zéland. Je to rostlina náročná na dostatek světla a tepla, roste na výslunných, suchých kamenitých stráních a loukách, ve stepích, okolo lesních cest a řídce i na místech ovlivněných lidskou prací, je vázána na vápencové podloží.

## Výskyt v Česku
V České republice roste pouze ostrůvkovitě, na nečetných lokalitách v Čechách jen roztroušeně a mnohem častěji v nížinách a pahorkatinách střední a jižní Moravy. "Černým a červeným seznamem cévnatých rostlin České republiky z roku 2000" byla mochna přímá zařazena do kategorie vzácnějších taxonů vyžadujících další pozornost (C4a).
Podle "Florabase.cz" se mochna přímá v ČR vyskytuje:

## Popis
Vytrvalá rostlina téměř cela chlupatá, s přímou lodyhou, 30 až 50 cm vysokou, vyrůstající z kuželovitého oddenku. Z lodyhy, v horní části se větvící, střídavě vyrůstají řapíkaté listy dlanitě složené 5 až 7četné, horní obvykle bývají 3četné a přisedlé. Palisty dlouhé až 3 cm jsou blanité, zelenavé nebo nahnědlé. Lístky obvejčitého tvaru dlouhé 2 až 8 cm a široké 1 až 2 cm mívají po okrajích 6 až 12 pilovitých zubů. Na líci i rubu jsou zelené, na rubu mnohem více chlupaté.
Pravidelné, téměř celé jemně chlupaté pětičetné květy vyrůstající na stopkách o délce do 1 cm a mající v průměru 1,5 až 2 cm vytvářejí vrcholičnaté květenství s 10 až 30 květy. Kališní lístky jsou vejčitě podlouhlé se zašpičatělým koncem, stejné jsou i lístky kalíšku. Brzy opadávající korunní lístky jsou žluté až bílé, opakvejčitého tvaru, měří 6 až 12 mm, jsou o něco delší než kališní. Na květním lůžku vyrůstá mnoho semeníků a po vnější straně ve třech kruzích asi 30 tyčinek. Doba kvetení připadá na červen až srpen. Plody jsou vrásčité nažky uzavřené ve ztvrdlém trvalém kalichu.

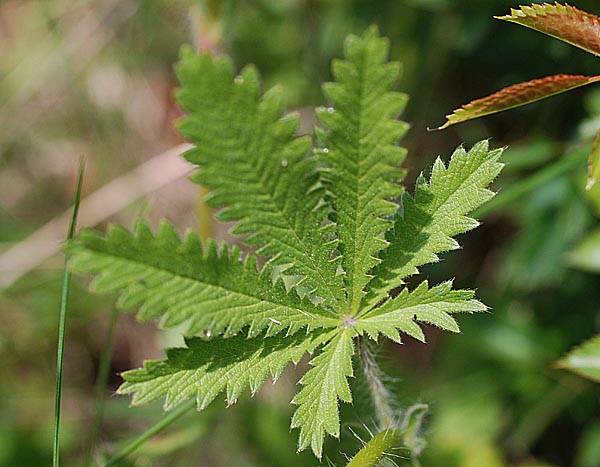
Dlanitě zpeřený 7četný list
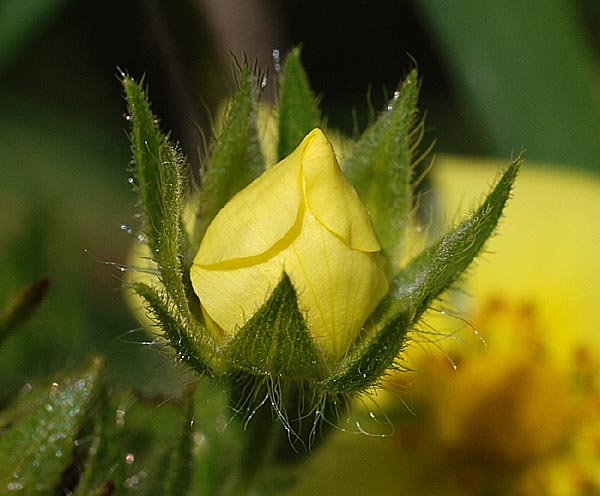
Květ před rozvitím
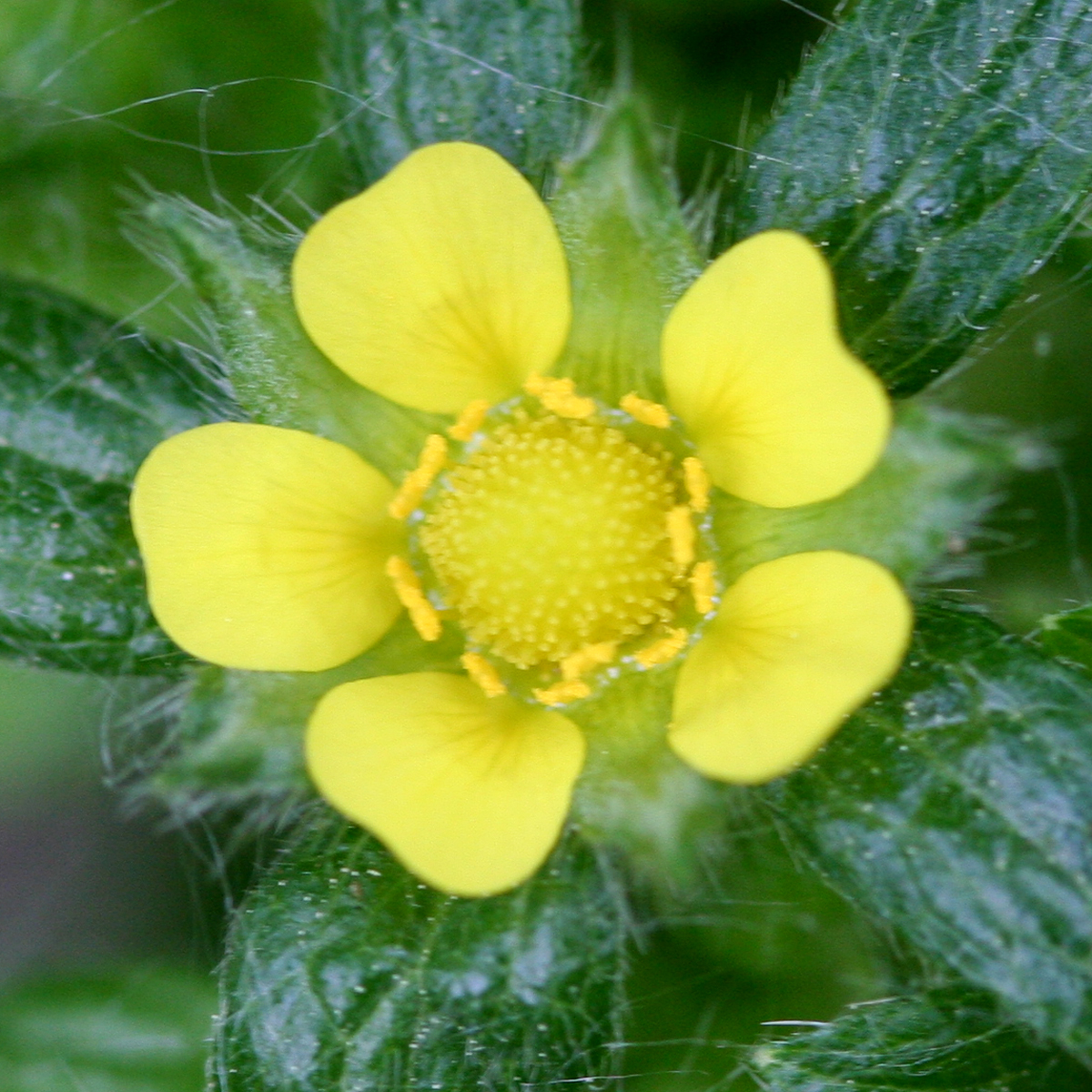
Rozvitý květ
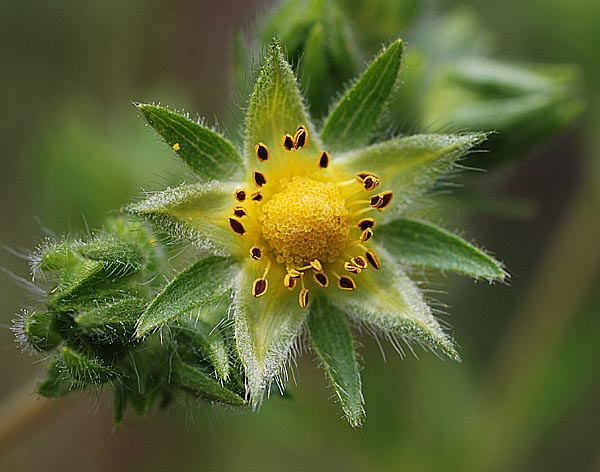
Květ bez koruny, jen s kalichem a kalíškem
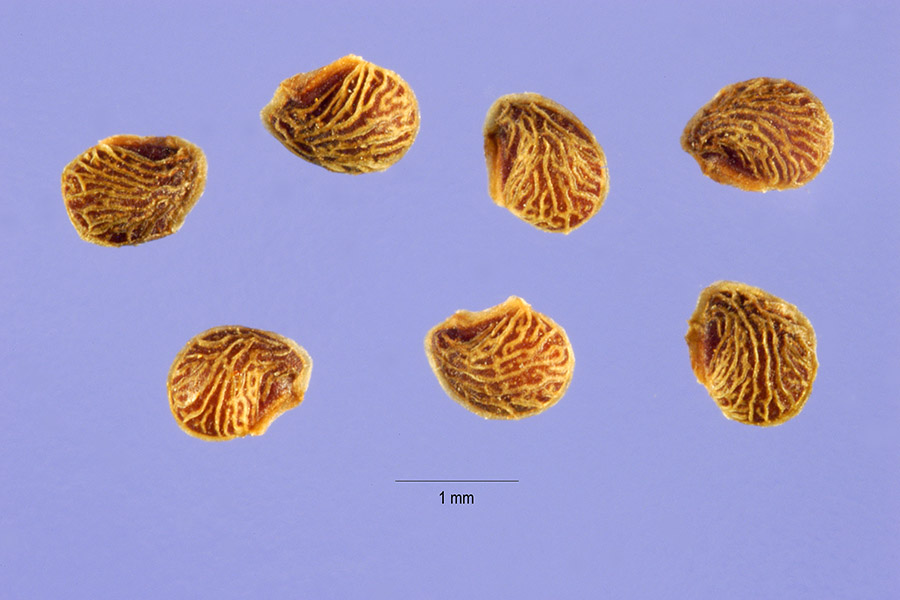
Svraštělé nažky